# شهرستان کورچه
شهرستان کورچه (آلبانیایی: Qarku i Korçës) یکی از ۱۲ شهرستان کشور آلبانی است که بر اساس سرشماری سال ۲۰۱۱ میلادی، ۲۲۰٬۳۵۷ تن جمعیت داشته و مساحت آن ۳۷۱۱ کیلومترمربع بوده‌است. شهر کورچه مرکز این شهرستان است.

## توپوگرافی

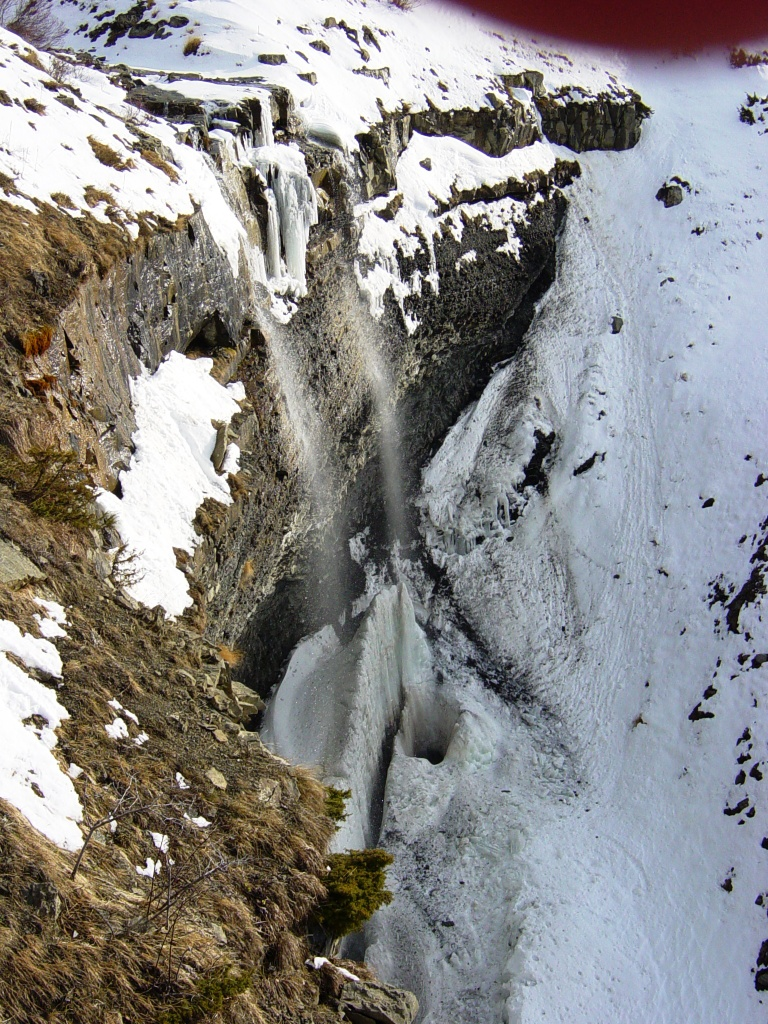
کوه‌های گراموس

از نظر توپوگرافی، بخش اعظم شهرستان کورچه مرتفع است و شامل کوه‌های گراموس می‌شود که ارتباط بین اسکاردوس به‌سمت شمال و پیندوس به‌سمت جنوب را شکل می‌دهد.

## مرزها
شهرستان کورچه از نظر بین‌المللی با کشورهای جمهوری مقدونیه و یونان هم‌مرز است و هم‌مرزهای داخلی آن نیز عبارتند از شهرستان گیروکاستر (جنوب‌غرب)، شهرستان برات (غرب) و شهرستان الباسان (شمال‌غرب).

## مردم
اکثر ساکنان کورچه را آلبانیایی‌ها تشکیل می‌دهند، اما گروه‌های قومی مهم دیگری همچون یونانی‌ها (در جنوب)، مقدونیه‌ای‌ها (در شرق)، آرومانیانی‌ها (بخش‌های غربی) و رومی‌ها نیز در این شهرستان زندگی می‌کنند. از نظر مذهبی نیز اکثریت ساکنان این شهرستان پیرو دین اسلام بکتاشیه و مسیحیت ارتدوکس هستند. براساس آخرین سرشماری ملی آلبانی در سال ۲۰۱۱ میلادی، این شهرستان ۲۲۰٬۳۵۷ نفر جمعیت داشت و ترکیب جمعیتی افراد شمارش‌شده بر اساس گروه‌های قومی نیز شامل آلبانیایی‌ها، یونانی‌ها، مقدونیه‌ای‌ها، مونته‌نگرویی‌ها، آرومانیانی‌ها، کولی‌ها و مصری‌ها می‌شد.
مجموعاً ۵۸٬۹۸ درصد از جمعیت این شهر مسلمان، ۱۶٬۲۵ درصد پیرو کلیسای ارتدکس آلبانی، ۱٬۱۳ درصد پیرو کلیسای کاتولیک رومی، ۰٬۳ درصد پیرو کلیسای پروتستان و ۰٬۰۶ درصد نیز پیرو دیگر کلیساهای مسیحی هستند. ۸٫۸۴ درصد مؤمنان بدون دین و ۱٬۸۲ درصد خداناباور هستند. ۱۰٬۲۵ درصد نیز عقیده‌شان را ابراز نکردند.

## تقسیمات اداری
تا سال ۲۰۰۰ میلادی، شهرستان کورچه به ۴ ناحیه تقسیم می‌شد: ناحیه دوول، ناحیه کولونیه، ناحیه کورچه و ناحیه پوگرادتس. از سال ۲۰۱۵ میلادی، پس از اصلاحات دولت در زمینهٔ تقسیمات اداری، این شهرستان شامل ۶ شهرداری شد:  دوول ، کولونیه، کورچه، مالیک، پوگرادتس و پوستک. شهرستان کورچه پیش از سال ۲۰۱۵ میلادی، دارای ۳۷ شهرداری به‌شرح زیر بود:
- بارماش
- بیلیشت
- بوچیماس
- کراوه
- کلیریم
- داردهاس
- دنرووه
- ارسکه
- گوره
- هوچیشت
- کورچه
- لکاس
- لسکوویک
- لیبونیک
- مالیک
- میراث
- موگلیسه
- مولای
- مولاس
- نوووسله
- پیرگ
- پوگرادتس
- پویان
- پروگر
- پروپتیشت
- پوستک
- کندر بیلیشت
- کندر بولگارک
- کندر ارسکه
- کندر لسکوویک
- تربینیه
- اودنیشت
- ولچن
- ویتهکوک
- ووسکوپ
- ووسکوپویه
- ورشتاس

شهرداری‌های ذکرشده، مجموعاً دارای حدود ۳۴۰ شهرک و روستا هستند.